# Eternamente
Eternamente es una canción escrita e interpretada por el dúo musical mexicano de dance Sentidos Opuestos, incluida originalmente en su quinto álbum de estudio Movimiento perpetuo (2000). Esta canción fue lanzada como el segundo sencillo oficial de dicho material por su discográfica EMI.

## Otros datos
Esta canción es considerada un clásico en la música pop mexicana y latinoamericana de igual forma junto con otros éxitos noventeros de esa época.
En 2023 también la canción formó parte la gira musical 90's Pop Tour junto con otros de sus más grandes éxitos musicales, compartiendo escenario con otras bandas más como OV7, Magneto y otros artistas musicales.

## Video musical
Los integrantes están en varias escenografías simulando en una película de acción, inspirada de la película Matrix.